# IPASS一卡通

本票卡透過非接觸模式感應通行

iPASS一卡通（英語：iPASS Card）是臺灣的一家作為儲值卡的智慧卡品牌，由一卡通票證公司發行，於2007年12月正式發卡，是臺灣第二家具規模的儲值卡，也是第一個連結電子支付的IC卡。一卡通產品的口號是「一卡在手，讓你四通八達；讓生活簡單自由」。目前發行量約為4,000萬張，每日消費金額約2,000萬元。

## 簡介
iPASS一卡通前身是高雄捷運所發行的「一卡通」，起初為高雄捷運公司所營運，隨著一卡通逐步普及至鐵路、公車客運等交通運輸工具和商家小額付款後，為了提升一卡通票證業務服務的應用與擴展，於是成立一卡通票證公司來發行、管理票證業務。一卡通票證公司於2013年12月6日獲金管會核准設立，2014年2月13日正式營運，主要股東除了高雄捷運公司，尚包含行政院國家發展基金、高雄市政府、臺南市政府等政府機關，晉禾企業、聯邦銀行等民間企業。
為了因應電子支付趨勢，一卡通票證公司於2017年7月獲金管會核准取得兼營電子支付業務許可，整合電子票證、電子支付業務並與LINE Pay合作發展「LINE Pay Money」，提供國內民生消費、交通、政府規費、跨境付款等各項行動支付場域。
一卡通使用的是RFID技術，並採用NXP的MIFARE技術架構。該技術符合國際標準ISO 14443之規範、以及交通部《電子票證系統之多功能卡片規劃書第二版》。

## 卡片種類

### 普通版一卡通
現今買斷式普通版一卡通可分為三種，分別是：普通卡、學生卡、優待卡、敬老卡 

| 種類   | 記名             | 使用條件                                                               | 首次購買價格                 | 備註                                                                        |
| ------ | ---------------- | ---------------------------------------------------------------------- | ---------------------------- | --------------------------------------------------------------------------- |
| 普通卡 | 否（可申請記名） | 任何人皆可                                                             | 新臺幣100元 （不含加值金額） | ▲可至高雄捷運站服務台設定為一日卡、二日卡                                   |
| 學生卡 | 是               | 持有證明之學生 （購買／使用時須出示學生身份相關證明）                  | 新臺幣100元 （不含加值金額） | ▲可至高雄捷運站服務台設定為一日卡、二日卡                                   |
| 優待卡 | 是               | 6～12歲、65歲以上及身心障礙人士 （購買／使用時須出示優待身份相關證明） | 新臺幣100元 （不含加值金額） | ▲暫停發售 ▲搭乘公車、客運、渡輪時，依半票計費 ▲搭乘台鐵、捷運時，依全票計費 |
| 敬老卡 | 是               | 6～12歲、65歲以上及身心障礙人士 （購買／使用時須出示優待身份相關證明） | 新臺幣100元（1000點）        | ▲搭乘公車、客運、渡輪時，依半票計費 ▲搭乘台鐵、捷運時，依全票計費           |

## 使用
一卡通為RFID規範之非接觸式票卡，使用時只需在感應區10公分內距離停留0.8秒至1秒來完成交易。乘客放在皮包裡的票卡只要在有效距離內仍可完成感應，但應避免與其他使用RFID技術的卡片重疊，以免產生晶片衝突無法正確感應。

## 歷史
- 一卡通原為高雄捷運公司發行之電子票證。2006年配合高雄捷運R3～R8體驗搭乘活動，高捷首先發行「高雄捷運首航紀念套票」。2007年4月，由於關鍵技術及安全認證仍無法整合，高雄捷運公司與發行TM卡（TaiwanMoney Card）的宏碁團隊歷經十四次談判後宣告票證整合失敗，高雄市政府捷運工程局協調高雄市公共汽車管理處在公車及渡輪裝設一卡通讀卡機，經費由捷運公司負擔。
- 2007年8月，高雄捷運一卡通普卡及一日卡版面樣式亮相。
- 2007年12月，正式發行。高雄市政府捷運工程局表示，高雄捷運將採分階段方式達成全國票證整合的最終目標。
- 2008年3月9日，一卡通隨著高雄捷運紅線通車正式啟用。
- 2009年2月，一卡通聯名卡正式發行。[4]
- 2009年6月，開始發行可連續多日使用之漫遊卡。
- 2010年10月，推出C-bike樂活一卡通、一卡通數位學生證、一卡通手機貼及鑰匙圈吊飾一卡通。
- 2011年，一卡通使用範圍擴張到大臺北、臺中、彰化、南投、雲林之公車與客運以及高雄市公共腳踏車。
- 2012年，整合高雄市大專院校及高中、高職換發使用一卡通數位學生證。
- 2013年5月，一卡通使用範圍擴張到臺鐵。
- 2013年7月，推出近場通訊（NFC）一卡通。
- 2013年12月6日，金管會核准一卡通票證公司籌備委員會設立電子票證發行機構之申請。
- 2014年2月13日，成立專責票證公司，由一卡通票證公司承接本票證業務，一卡通不再由高雄捷運公司發行，並開放小額支付功能。
- 2014年2月13日，一卡通票證公司正式營運，一卡通不再由高雄捷運公司發行，並開放小額支付功能，成為金管會核准的第三家電子票證的專業發行機構。未來的目標為持續擴張使用範圍，達到「一卡在手，四通八達」。
- 2014年3月14日，與日本Suica、ICOCA簽署合作備忘錄，期許兩種卡能於臺灣及日本互通使用。[5]
- 2014年7月1日，全國之全家便利商店、萊爾富便利商店同步啟用一卡通小額消費與高雄市立壽山動物園刷卡入園服務。
- 2014年7月31日，跨入百貨業者，大統集團超市及美食街加入一卡通小額消費通路。
- 2014年8月14日，跨入超市業者，愛國超市加入一卡通小額消費通路。
- 2014年8月15日，高雄市及屏東縣行政規費、臺灣高等法院高雄分院規費，正式啟用，完成電子票證三大服務：公共運輸、小額消費、政府規費中最後一塊服務領域。
- 2014年8月25日，開放普卡、不記名學生卡、過期之數位學生證、高雄市政府交通卡郵寄登錄記名。
- 2014年9月，全台多卡通客運業者皆可使用一卡通搭乘公路客運、市區公車。
- 2014年9月，陸續與大眾銀行、第一銀行、中國信託、台新銀行等銀行合作發行一卡通聯名卡。
- 2014年12月4日，開放使用P Bike。
- 2015年1月1日，跨入便當業者，正忠排骨連鎖便當店全國25家加入小額消費通路行列。[6]
- 2015年1月5日，高雄市立聯合醫院首度開通掛號費、醫藥費以iPASS一卡通繳納服務[7]
- 2015年1月12日，統一超商開放台南、高雄、屏東之門市使用一卡通。[8]
- 2015年2月2日，開通高雄市立凱旋醫院支付服務。
- 2015年2月6日，開放使用i Bike微笑單車。[9]
- 2015年2月12日，推出與東京火車站締結姊妹車站_新竹火車站 一卡通紀念卡 限量500張。
- 2015年3月6日，開通高雄市立民生醫院支付服務。
- 2015年4月1日，正式發行臺南市市民卡。[10]
- 2015年4月10日，統一超商全國門市正式啟用一卡通小額消費。
- 2015年4月14日，開放使用Changhua YouBike微笑單車。
- 2015年5月6日，臺南市「一卡通電子票證臨櫃小額繳退稅服務」正式啓用。[11]
- 2015年5月14日，聯合國際、中國通聯支付結盟，一卡通也能買中國商品。[12]
- 2015年5月15日，臺中市敬老愛心卡即日起免費換發。[13]
- 2015年6月30日，臺鐵加入中部地區和宜蘭線，西部幹線與宜蘭線全面貫通，可一路使用於屏東-基隆、八堵-蘇澳間及各支線。
- 2015年7月1日，彰化以南之台亞加油站加入一卡通服務行列，為首間加入一卡通服務的加油站。
- 2015年7月8日，正式開通電子發票服務，並於7-ELEVEN啟用。同日同步開放於7-ELEVEN發票中獎儲值服務。
- 2015年9月1日，臺北捷運全線車站開放無障礙閘門多卡通使用一卡通。
- 2015年9月1日，開放使用臺北市、新北市YouBike微笑單車。[14]
- 2015年10月1日，全台最大連鎖超市-全聯福利中心全面啟用一卡通支付服務。
- 2015年10月15日，臺鐵多卡通範圍由屏東延伸至潮州。[15]
- 2015年11月5日，與中華電信合作推出全台首張OTA（空中下載）電子票證 -「NFC一卡通」。
- 2016年1月1日，臺鐵多卡通範圍由潮州延伸至枋寮。與廠商合作推出客製化造型一卡通[16][17]。
- 2016年1月6日，台灣中油直營站共計492站據點開放使用一卡通。
- 2016年3月1日，臺鐵多卡通範圍由蘇澳延伸至花蓮。
- 2016年6月28日，臺鐵多卡通範圍由吉安延伸至加祿。
- 2016年7月1日，臺北捷運全線車站開放全部閘門多卡通使用一卡通。
- 2016年8月，一卡通發卡量突破1,000萬張。
- 2016年12月22日，一卡通與全家便利商店開通「電子發票」功能
- 2017年4月1日，台灣高鐵開放一卡通聯名卡直接感應搭乘自由座。
- 2018年9月3日，LINE旗下行動支付系統LINE Pay與一卡通合作，推出「LINE Pay 一卡通帳戶」[18]
- 2018年9月18日, 推出Men Go卡及iPASS PLUS二代卡
- 2019年2月，一卡通發卡量突破2,000萬張。[19]
- 2019年9月，一卡通發卡量超越愛金卡，成為發卡量第二名的電子票證。[20]
- 2024年9月，Google錢包表示正在準備加入一卡通，將成為台灣第一張加入Google錢包的電子票證。[21]
- 2024年9月27日，Google錢包於小米指定機型開放使用一卡通。
- 2025年2月10日，iPASS MONEY將過去用戶在完成票卡自動加值設定後需前往超商機台進行「靠卡啟用」的程序，升級為持一卡通 PLUS用戶只需使用支援NFC的手機即可輕鬆啟用[22]。

### 與LINE合作
LINE Pay母公司連加網路商業股份有限公司（LINE BIZ+ TAIWAN LIMITED）於2017年底投資一卡通票證公司三成股份，成為最大股東後開始整合一卡通電子支付，提供一卡通 MONEY電子支付服務，並且可利用一卡通 MONEY裡的款項儲值iPASS一卡通，做到虛實整合。
2018年9月3日：LINE旗下行動支付LINE Pay與一卡通票證公司合作，推出「LINE Pay 一卡通帳戶」。
2019年: 「LINE Pay 一卡通帳戶」突破150萬人註冊。
2020年：「LINE Pay 一卡通帳戶」改名為「LINE Pay Money」。
2021年11月2日，LINE Pay將「LINE Pay綁卡付款」與「一卡通提供的LINE Pay Money」採用分別驗證登入，避免在單一驗證的架構下，某方系統異常時，兩方服務皆無法使用的情況。
2021年11月20日，LINE台灣出清所有一卡通持股，同時退出董監事名單，LINE公司表示，退出股份與合作關係是兩件事；一卡通也強調雙方合作不變，不影響用戶服務及權益。
2021年12月22日，LINE Pay將「LINE Pay Money」更名為「一卡通MONEY」。
2022年2月15日，新版LINE Pay App不再提供一卡通MONEY電子支付服務，若用戶要使用供一卡通MONEY電支服務，用戶可透過LINE App內的LINE Pay繼續使用。

## 未來發展

### 交通一卡通

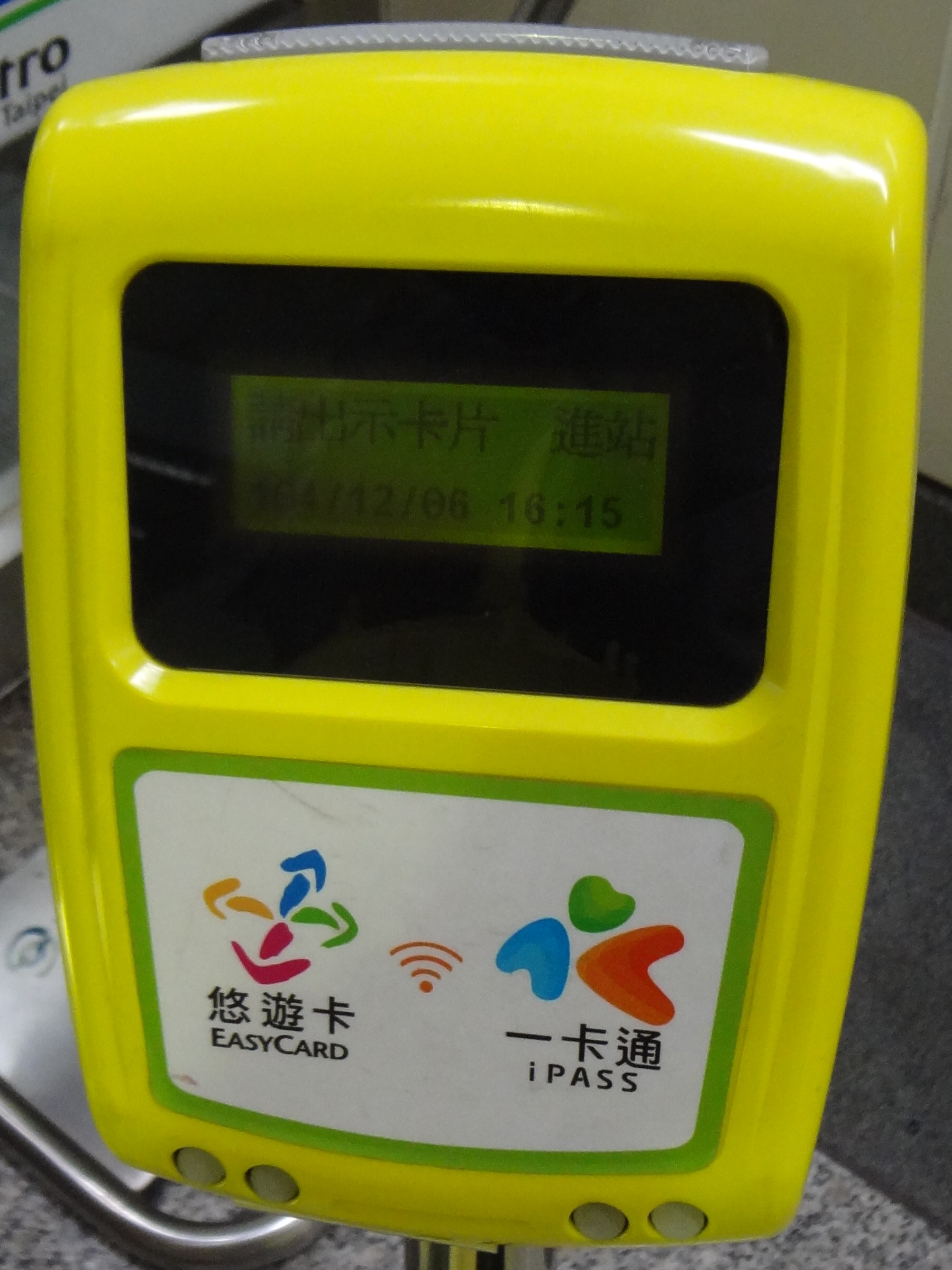
臺北捷運西門站的悠遊卡及一卡通讀卡機

交通部為使民眾能達到「一卡在手，暢行無阻」的理想，免除到不同地區需使用不同智慧卡的不便，期望整合全國各地智慧卡，包括悠遊卡，臺鐵及全臺灣客運業者分三年改採用一機感應多卡方式進行互通，藉由商業談判系統建置，屆時民眾無須換卡，持原本的卡片可直接用於臺鐵及其他縣市的客運。

## 行銷推廣

### 虛擬代言人

魔法少女小帕

2015年5月，一卡通與希萌創意合作，推出虛擬代言人「魔法少女小帕」，人設繪師為「迷子焼き」，版面設計為「初夏」。變身成魔法少女後的人設繪師則包括了「兔姬」（橘色）、「緋華」（綠色）及「Riv」（藍色）。
「小帕」的角色設定身高157公分、體重47公斤，生日5月1日，星座與血型分別是金牛座與AB型，是個隨處可見的女高中生，個性上比菜市場的婆婆媽媽更精打細算。背景設定則是與一卡通事務所的超級經紀人—喵星人「小P」簽約，而成為魔法少女。
變身成魔法少女後的小帕有三種顏色及造型，分別對應一卡通官方logo的三種顏色及一卡通的三類使用方式
- 橘色：小額付費、電子錢包
- 綠色：大眾交通（火車、捷運、公車、腳踏車）
- 藍色：圖書館、政府規費

自2015年8月起，陸續推出多款以魔法少女小帕為圖面的一卡通。
2017年6月20日，正式從電子票證卡片跨領域至信用卡，與新光銀行合作首發「魔法少女iPASS一卡通聯名卡」。2022年4月1日，因肖像授權合約到期停止發行。

## 競爭對手
- 悠遊卡（悠遊卡公司營運）
- icash2.0（愛金卡公司營運）

## 外部連結
- iPASS一卡通官方網站（页面存档备份，存于）
- iPass一卡通的Facebook專頁
- iPass一卡通的Instagram帳戶
- YouTube上的iPass一卡通頻道